# 鄭國漢
鄭國漢，BBS，JP（1952年11月—），祖籍廣東汕頭市潮陽區，美國國籍，曾任嶺南大學校長。

## 背景
鄭國漢在1965年畢業於聖公會基德小學，與立法會議員易志明為上午校同班同學。他於1965年升讀拔萃男書院，讀至預科畢業後考入香港中文大學，並在1975年以聯合書院學生身份取得經濟學社會科學學士學位，1977年美國加州大學柏克萊分校經濟系碩士及1980年博士。同年任美國佛羅里達大學經濟系助理教授，1992年任香港科技大學經濟系教授。1995年起任經濟系主任，曾任復旦大學客座教授及汕頭大學兼任教授。2009年獲委任為科大商學院院長。曾任《國際經濟學報》及《太平洋經濟評論》兩份學術期刊副編輯。2013年獲嶺南大學校長遴選委員會推薦接任校長，2018年續任。鄭國漢與香港立法會議員易志明是1964年至1965年度聖公會基德小學上午校的畢業生兼同班同學。

## 研究領域
國際貿易與投資、貨幣危機、應用對策論、市場結構、科技創新。

## 公職
- 香港科技大學工商管理學院院長
- 香港金融研究中心董事
- 統計諮詢委員會成員
- 香港港口發展局成員
- 臨時最低工資委員會成員（2009-2010）
- 廣播事務管理局成員（2003-2009）
- 人力發展委員會委員（2002-2006）
- 淨化海港計劃試驗及研究監察小組成員（2001-2003）
- 投資推廣策略小組成員（2000-2001）
- 新稅項事宜諮詢委員會成員（2000-2001）
- 策略性污水排放計劃檢討國際專家小組成員（2000-2001）
- 太平洋經濟合作香港委員會委員（1998-2004）
- 經濟諮詢委員會委員（1996-2001）
- 長江開發滬港促進會成員（1998-2002）
- 薪酬委員會及財政預算委員會副主席
- 證監會（香港交易所上市）上訴委員會委員
- 2013年 經濟發展委員會成員
- 2013年 投資者教育中心委員會成員主席

## 政治立場
鄭國漢被认为有着親梁振英的政治背景，在梁振英參選特首期間曾擔任其選舉辦公室顧問，因此遭到了嶺南大學學生會的质疑，並反對鄭國漢出任嶺南大學校長，鄭國漢澄清梁當選後沒與他有進一步聯繫，自己亦毫無政黨背景。嶺南大學學生會不排除發起罷課抗議「梁粉」（梁振英的支持者）鄭國漢出任嶺南大學校長。而鄭國漢上任後對部分學者採取高壓措施，例如他於2014年向大學中文系助理教授陳云根公開發出警告信，批評他的言行與學者身分相悖，超越言論自由的底線，嚴重影響嶺大校譽。及後於2016年決定不和陳續約。

### 2018年：支持明日大嶼計劃
2018年，鄭國漢與37名經濟學者發表聯署聲明支持政府「明日大嶼」填海計劃，亦在嶺南大學校方宣傳刊物《南嶺風騷》撰寫文章力撐填海計劃，並指反對填海的市民是忽視了填海土地有價值的事實。

### 2019年：反修例運動期間言論
2019年7月27日，鄭國漢表示應嶺大學生要求，到元朗一帶步行，以「活動觀察者」身份出席光復元朗遊行，該遊行被警方發出反對通知書。鄭國漢強調不是參加遊行，而是到場觀察及了解情況，他反對任何形式暴力、支持和平理性表達意見，又提醒學生注意安全、遠離衝突、不要深入險境。他沿路步行約30分鐘後離開，說「很高興陪伴學生走了這段路，沿途不見任何暴力事件」。
2019年9月18日，鄭國漢出席嶺南大學公開論壇，會上有學生提及校董會成員何君堯被懷疑涉及721元朗無差別襲擊途人事件以及何在網上發表疑似侮辱女性的言論，要求校董會罷免何的一切職務。鄭國漢直言對何的網上言論絕對不能夠認同，校方已明確「割席」表明個別校董的言行不代表嶺大。惟學校校董是由香港政府任命，校董會並沒有權力罷免校董。

### 2020年-：支持國安法
2020年5月，全國人大會議通過制訂「港區國安法」《決定》。6月1日，鄭國漢聯同香港中文大學校長段崇智、香港大學校長張翔、香港教育大學校長張仁良、香港理工大學校長滕錦光發聲明，稱完全支持一國兩制，理解訂立國家安全法的必要性。
2021年，鄭國漢接受行政長官林鄭月娥主持的港台節目《選委界別分組面面觀》。鄭國漢批評2019年反送中期間的社會「無法無天」。他更指在《港區國安法》訂立前，自己有段時間感到很悲觀，批評街上的局面非常離譜。他十分支持特區政府提出的完善選舉制度條例草案。

## 外部連結
- 嶺南大學：校長室 - 鄭國漢教授（页面存档备份，存于）

| 教育職務      | 教育職務                                | 教育職務      |
| 學術機關職務  | 學術機關職務                            | 學術機關職務  |
| ------------- | --------------------------------------- | ------------- |
| 前任： 陳玉樹 | 嶺南大學校長 2013年9月1日-2023年8月31日 | 繼任： 秦泗钊 |